# Java (Nueva York)
Java es un pueblo ubicado en el condado de Wyoming en el estado estadounidense de Nueva York. En el año 2000 tenía una población de 2,222 habitantes y una densidad poblacional de 18 personas por km².

## Geografía
Java se encuentra ubicado en las coordenadas 42°39′20″N 78°23′37″O / 42.65556, -78.39361.

## Demografía
Según la Oficina del Censo en 2000 los ingresos medios por hogar en la localidad eran de $43,708, y los ingresos medios por familia eran $47,120. Los hombres tenían unos ingresos medios de $35,703 frente a los $24,625 para las mujeres. La renta per cápita para la localidad era de $18,398. Alrededor del 6.3% de la población estaban por debajo del umbral de pobreza.